# María Luisa Ceballos Casas
María Luisa Ceballos Casas (Priego de Córdoba, Córdoba, España, 1968) es una abogada y política española del Partido Popular con el que ha desempeñado diversos cargos públicos y orgánicos, entre los que destaca el de alcaldesa del municipio de Priego de Córdoba entre 2011 y 2017 y desde 2019 a 2022. En el periodo entre 2011 y 2015, ocupó también el cargo de presidenta de la Diputación de Córdoba. Ha sido diputada del Parlamento de Andalucía y senadora por Andalucía. En mayo de 2019 gana las elecciones municipales obteniendo una holgada mayoría absoluta (13 concejales) volviendo a revalidar el cargo de Alcaldesa para el mandato (2019-2023). En 2023 es nombrada Secretaria General de Administración Local en la Consejería de Justicia, Administración Local y Función Pública de la Junta de Andalucía.

## Trayectoria política
María Luisa Ceballos Casas comienza su carrera política en el año 1999, siendo elegida concejala del Excmo. Ayuntamiento de Priego de Córdoba, obteniendo posteriormente el acta de parlamentario andaluz en el año 2000.
En el Parlamento de Andalucía fue portavoz de Comercio en la Comisión de Economía, ponente en la Ley de Comercio Interior de Andalucía Decreto Legislativo 2/2012. Formó parte de las comisiones de Salud y Medio Ambiente.
Portavoz y teniente de alcalde del Partido Popular para el ayuntamiento de Priego de Córdoba desde las elecciones municipales de 2003, renovando el acta de concejal en 2007.
Entre 2004 y 2007 como teniente alcalde en el Ayuntamiento fue delegada de Desarrollo económico del Ayuntamiento de Priego de Córdoba.
Desde diciembre de 2004 a febrero de 2006 es presidenta del Consejo Territorial y vicesecretaria de Igualdad y Bienestar Social del Partido Popular de Córdoba.
Secretaria General del Partido POpular de Córdoba de 2017 a 2022.
Parlamentaria Andaluza  entre el 2003 y 2007, portavoz de Comercio.
Desde 2007 a 2011. 
Senadora por la Comunidad Autónoma Andaluza siendo portavoz en la Comisión de Industria y Comercio del Senado.
Ponente del Proyecto de reforma del sistema de apoyo financiero a la internacionalización de la empresa española y del Proyecto de Ley de Reforma de la Ley 7/1996 de 15 de enero de ordenación del comercio minorista
Vocal de las comisiones del Senado de Igualdad y Vivienda.
Renunció a su acta de senadora el 22/06/2011.
Desde 2011 a 2015 Presidenta de Diputación de Córdoba y Alcaldesa de Priego de Córdoba.
En 2023 Secretaria General de Administración Local de la Consejería de Justicia Administración local Y Función Pública.
Miembro Nato del Consejo Consultivo de Andalucía 2023.
| Predecesor: Encarnación Ortiz Sánchez | Alcaldesa de Priego de Córdoba 2011 - 2017                  | Sucesor: María Luisa Ceballos Casas |
| Predecesor: Francisco Pulido Muñoz    | Presidente de la Diputación Provincial de Córdoba 2011-2015 | Sucesor:                            |